# Heinz Bilz
Heinz Bilz (* 18. Mai 1926 in Berlin; † 26. Juni 1986 in Mainz) war ein deutscher theoretischer Festkörperphysiker.

## Leben
Bilz wurde nach dem Abitur im Februar 1944 in Berlin-Wilmersdorf zum Reichsarbeitsdienst und danach zur Kriegsmarine einberufen. Nach Krieg und englischer Gefangenschaft war er Praktikant bei der Firma BBC und studierte ab 1947 Physik an der Goethe-Universität Frankfurt am Main. 1954 erwarb er sein Diplom (Materieerzeugung in der Feldtheorie) bei Friedrich Hund und wurde 1958 bei Friedrich Hund promoviert (Elektronenzustände in Hartstoffen). Er war Assistent am Institut für Theoretische Physik in Frankfurt, wechselte aber 1959 zu Marianus Czerny ans Physikalische Institut. 1961 ging er an die Albert-Ludwigs-Universität Freiburg als Assistent von Hans Marschall – er arbeitete aber mehr mit Ludwig Genzel (1922–2003) zusammen.
Sein Arbeitsgebiet war Gitterdynamik und Infrarot-Absorption in Festkörpern.
1964 wurde er ordentlicher Professor und Direktor des Instituts für Theoretische Physik an der Universität Frankfurt. 1968/69 war er Gastprofessor an der New York University (bei Joseph L. Birman), war danach Professor an der TU München (wo er sich mit der Erklärung von Raman-Spektren in Festkörpern zu befassen begann) und ab 1971 Direktor am neu gegründeten MPI für Festkörperforschung in Stuttgart. 1983 wurde er Fellow der American Physical Society.
Als Theoretiker arbeitete er eng mit Experimentalphysikern zusammen.

## Schriften
- mit Dieter Strauch, Roland Wehner: Vibrational Infrared and Raman Spectra of Non-Metals. In: Handbuch der Physik, Band 25-2d (Licht und Materie 1d), 1984
- mit Winfried Kress: Phonon dispersion relations in insulators (Springer Series in Solid-State Sciences, 10). Springer Verlag 1979
- Infrared Lattice Vibration Spectra of Perfect Crystals. In: R. W. H. Stevenson: Phonons in Perfect Lattices and in Lattices with Point Imperfections. Oliver and Boyd, Edinburgh / London 1966.
- Theorie der Gitterschwingungen und ihrer Wechselwirkung mit elektromagnetischer Strahlung. In: Festkörperprobleme, VI, 1967, S. 222
- mit B. Gliss und W. Hanke: Theory of Phonons in Ionic Crystals. In: G. K. Horton, A. A. Maradudin: Dynamical Properties of Solids. Band 1. North Holland, 1974
- mit A. Bussmann-Holder, P. Vogl: Electronic and Dynamical Properties of IV-VI-Compounds. In: Springer Tracts in Modern Physics, Band 99, 1983, S. 51.
- mit H. Büttner: Nonlinear Structures in Solid State Physics. In: Festkörperprobleme, XXIII, 1983, S. 13
- mit G. Benedek, R. Zeyher (Hrsg.): Statics and Dynamics of Non Linear Systems. In: Springer Series in Solid-State Sciences, 47, Springer-Verlag, 1983.